# Antipop Consortium
Pour les articles homonymes, voir APC.
Antipop Consortium (APC) est un groupe de hip-hop alternatif américain, originaire de New York. Le groupe se forme en 1997 à la rencontre des rappeur Beans, High Priest, M. Sayyid et du producteur Earl Blaize lors d'une battle de slam à New York. Au fil de son parcours, le groupe collabore également avec DJ Spooky, Bill Laswell, DJ Krush, kid606, Tobacco, DJ Logic, MF Doom, TV on the Radio, et The Infesticons.

## Biographie
Selon AllMusic, Antipop Consortium émerge au début des années 2000 comme « l'un des groupes de hip-hop underground les plus inventifs, qui fait le lien entre hip-hop new-yorkais et IDM glitchy. » Les membres et rappeurs Beans, High Priest, M. Sayyid se joignent aux côtés du producteur E. Blaize en 1997. Après la publication de singles underground qui ne les popularise pas plus loin que dans New York, ils signent au label discographique Ark 75. De là, le groupe publie son premier album studio, Tragic Epilogue, le 22 février 2000. Aceyalone, Electro Foetus, Life et Pharoahe Monch y participent.
Le label IDM Warp Records, connu pour avoir signé des groupes et artistes britanniques tels qu'Aphex Twin, Boards of Canada, et Autechre, décide de signer le groupe et de publier son deuxième album, The Ends Against the Middle EP le 13 novembre 2001, suivi d'un troisième, Arrhythmia, le 2 avril 2002. Le groupe parvient à se faire connaitre dans la scène IDM internationale. Après un différend lors de la tournée américaine de DJ Shadow en fin juillet 2002, cependant, Antipop Consortium se sépare. Seul Beans entame une carrière solo, et les deux autres membres forment le groupe Airborn Audio.
Fin 2007, le groupe annonce sa reformation et un album à sortir sur le label Big Dada. Le 13 octobre 2009 sort Fluorescent Black, une nouvelle démonstration de l'avant-gardisme du quatuor new-yorkais.

## Discographie

### Albums studio
- 2000 : Tragic Epilogue
- 2000 : Shopping Carts Crashing
- 2002 : Arrhythmia
- 2009 : Fluorescent Black

### Singles et maxis
- 1997 : Disorientation, single 12"
- 1997 : Diagonal Ryme Garganchula, single 10"
- 2000 : Lift, single 12" (
- 2000 : Diagonal Ryme Garganchula 2.0, single 12", sorti sous le nom de Tri Pinnacle
- 2000 : What Am I?, single 12"
- 2000 : Fear, single 12" avec Kaos et Patrick Pulsinger
- 2001 : The Ends Against the Middle EP
- 2002 : Ghostlawns, single 12" de promo avec des remix de Mike Ladd et de Rik Waller du groupe LFO
- 2002 : Dead In Motion, single 12" de promo

### Collaborations
- 1998 : Hydrogen Slush, single 12", collaboration avec DJ Vadim (Jazz Fudge)
- 1998 : Orators of Advanced Thought, version promo de The Isolationist (Ozone Music)
- 1999 : The Instrumentalist, instrumentaux de The Isolationist (Jazz Fudge)
- 1999 : The Isolationist, collaboration avec DJ Vadim (Jazz Fudge)
- 2003 : Antipop vs. Matthew Shipp, collaboration avec Matthew Shipp (Thirsty Ear)
- 2011 : Humanized", de Modeselektor sur l'album Monkeytown (Monkeytown Records)